# 卡爾巴拉足球會
卡爾巴拉足球會（Karbala Football Club）是一支位於伊拉克卡爾巴拉的足球會。目前於伊拉克超級足球聯賽角逐。

## 榮譽
- 伊拉克足球甲級聯賽

冠軍 (1): 2002–03

## 外部連結
Template:Iraq Super League